# Crenadactylus ocellatus
Genre
Espèce
Synonymes
- Diplodactylus ocellatus Gray, 1845
- Diplodactylus bilineatus Gray, 1845
- Ebenavia horni Lucas & Frost, 1895

Crenadactylus ocellatus, unique représentant du genre Crenadactylus, est une espèce de geckos de la famille des Diplodactylidae.

## Répartition
Cette espèce est endémique d'Australie. Elle se rencontre en Australie-Occidentale, en Australie-Méridionale, dans le Territoire du Nord et au Queensland.

## Description
C'est un gecko nocturne et terrestre d'aspect assez allongé, avec une queue relativement massive. Il est de couleur brun ou beige, avec des lignes longitudinales, parfois nettes, parfois sous forme de série de petits points, selon les individus.

## Alimentation
C'est un insectivore qui chasse les insectes et autres arthropodes sur le sol, la nuit.

## Liste des sous-espèces
Selon The Reptile Database (22 janvier 2014) :
- Crenadactylus ocellatus ocellatus (Gray, 1845)
- Crenadactylus ocellatus bilineatus (Gray, 1845)
- Crenadactylus ocellatus naso Storr, 1978
- Crenadactylus ocellatus rostralis Storr, 1978

## Publications originales
- Dixon & Kluge, 1964 : A new gekkonid lizard genus from Australia. Copeia, vol. 1964, p. 174-180.
- Gray, 1845 : Catalogue of the specimens of lizards in the collection of the British Museum. p. 1-289 (texte intégral).
- Storr, 1978 : Seven new gekkonid lizards from Western Australia. Records of the Western Australian Museum, vol. 6, no 3, p. 337-352 (texte intégral).